# Четверной союз 1834 года
Четверной союз 1834 года (англ. quadruple alliance) — союз между Великобританией, Францией, Испанией и Португалией, заключённый в Лондоне 22 апреля 1834 года и дополненный 10 августа того же года добавочной нотой. Его ближайшей целью было окончательное изгнание дона Мигела и дона Карлоса, более отдалённо — поддержка конституционного принципа против абсолютизма трёх северных государств.
После июльской революции во Франции три восточные державы — Австрия, Пруссия и Россия — снова сблизились и возобновили священный союз. Так как во Франции и Великобритании почти одновременно либерализм одержал победу над реакцией, то сближение обеих западных конституционных держав являлось естественным противовесом союзу восточных держав. Сближение это выразилось в поддержке со стороны Англии и Франции конституционных учреждений в государствах Пиренейского полуострова и в защите прав малолетних королев Изабеллы Испанской и Марии Португальской против притязаний претендентов дона Карлоса и дона Мигела, которым открыто покровительствовали восточные державы. Желая дать перевес конституционным партиям в Португалии и Испании, лорд Пальмерстон посоветовал португальскому и испанскому правительствам вступить в союз друг с другом и с Великобританией. Испания должна была помочь Португалии армией, Великобритания — флотом. Непосредственной целью союза было изгнание из Португалии обоих претендентов, которые там держались.
Переговоры о союзе велись в строгой тайне. Когда об этом союзе узнал французский посланник в Лондоне, Талейран, то он предложил, чтобы и Франция была включена в союз. Договаривающиеся державы согласились, и 22 апреля 1834 года был подписан акт Четверного союза. Целью этого союза объявлялось «восстановление мира на Пиренейском полуострове». Хотя Людовик-Филипп и старался выставить этот союз как успех своей политики, но на самом деле союз выражал полное торжество английского влияния в Португалии и Испании. В акте союза выговаривалось преимущественное право Англии на вмешательство в португальские дела, ввиду старинной дружбы между обоими государствами; вмешательство со стороны Франции могло произойти только в случае просьбы остальных трех держав.
Результаты Четверного союза сказались очень быстро. Сначала дон Мигел, затем дон Карлос потерпели поражения, и в обоих государствах восторжествовали конституционные партии. Однако, сближение Англии с Францией оказалось непрочным; Англия стала поддерживать в Испании либеральную партию, тогда как Людовик-Филипп поддерживал реакционную политику регентши Марии Христины.